# 段塘街道
段塘街道是中国浙江省宁波市海曙区下辖的一个街道办事处。地名由来有三种说法，一是因段塘堰而得名；二是宋康王赵构被金兵追杀至此，为河所阻，情急之下策马跃河而过，康王过后塘堤即断，阻追兵得以脱险而得名；三是古时这里曾是一片湖荡，人们围荡造田，筑起一段一段塘堤而得名:199。

## 历史
唐长庆元年（821年）属明州，明、清时属鄞县清道乡横山里、同道乡，1935年改为轫元镇，后改为轫元村，1949年属鄞县古林区清道乡，1950年先后属古林区塘西乡、建设乡，1956年属古林公社（卫星公社）、建星公社，1963年属鄞江区石碶公社，1984年1月属海曙区:21，1984年4月设立段塘镇，2002年5月撤镇设立段塘街道，同年白云街道华兴社区、新典社区、南苑社区、南塘社区划归段塘街道:182:56

## 行政区划
段塘街道下辖以下地区：
洞桥社区、小漕社区、雄镇社区、南苑社区、新典社区、南塘社区、南都社区、丽景社区、丽园社区、华兴社区